# I Am Not a Dog on a Chain
I Am Not a Dog on a Chain é o décimo terceiro álbum de estúdio de Morrissey, lançado através da BMG em 20 de março de 2020. É o primeiro álbum de material original de Morrissey desde Low in High School, de 2017. Foi produzido por Joe Chiccarelli e seu single principal, "Bobby, Don't You Think They Know?", apresenta vocais de Thelma Houston.

## Produção
Em uma declaração, Morrissey chamou o álbum de "o melhor de mim" e "muito bom para ser verdade [...] muito verdadeiro para ser considerado bom". O produtor Joe Chiccarelli o descreveu como o "álbum mais ousado e corajoso de Morrissey", afirmando que ele "ultrapassou os limites mais uma vez - tanto musicalmente quanto liricamente".
O álbum foi produzido por Joe Chiccarelli e gravado no Studio La Fabrique, em Saint-Rémy-de-Provence, França, e também no Sunset Sound, em Hollywood.

## Recepção
| Críticas profissionais | Críticas profissionais |
| Pontuações agregadas   | Pontuações agregadas   |
| Fonte                  | Avaliação              |
| ---------------------- | ---------------------- |
| Metacritic             | 62/100                 |
| Avaliações da crítica  |                        |
| Fonte                  | Avaliação              |
| The A.V. Club          | B−                     |
| AllMusic               | [ 7 ]                  |
| The Independent        | [ 8 ]                  |
| NME                    | [ 9 ]                  |
| Pitchfork              | 6.1/10                 |
| The Telegraph          | [ 11 ]                 |

I Am Not a Dog on a Chain atualmente possui uma pontuação de 62 de 100 no agregador de avaliações Metacritic, com base em 13 avaliações. Josh Modell, do The A.V. Club, deu ao álbum um B− e sentiu que o conteúdo das letras era o mais fraco, mas que Morrissey exibiu habilidade musical e "uma ótima performance vocal".  A equipe editorial do AllMusic deu ao álbum 3,5 de 5 estrelas, com Stephen Thomas Erlewine afirmando que o álbum é "um dos melhores discos de Morrissey da atualidade", mas criticando o quão "plácido e complacente ele tem sido na maior parte da década".  Mina Tavakoli, da Pitchfork, avaliou o álbum como 6,1 de 10 e chamou-o de "freqüentemente ridículo, levemente cativante e ocasionalmente repetitivo, marcado por momentos bobos que surgem da enxurrada de um homem ansioso em perseguir velhas misérias e encontrar novas para repreender".
Escrevendo para o The Independent, Jake Cudsi avaliou o álbum com duas de cinco estrelas, opinando que "tem seus momentos, mas são breves e virtualmente perdidos em meio às investidas mais experimentais".  Laura Snapes, do The Guardian, também deu ao álbum duas de cinco estrelas, julgando que Morrissey interpreta a "vítima" e "muitas vezes se perde entre a música estridente, enquanto atormenta as pessoas com medo de serem elas mesmas", embora sua "timidez abale sua aparente alegria em ser um portador da verdade".

## Lista de faixas
| N.º | Título                                      | Compositor(es)            | Duração |  |
| 1.  | "Jim Jim Falls"                             | Morrissey, Jesse Tobias   | 3:44    |  |
| 2.  | "Love Is on Its Way Out"                    | Morrissey, Gustavo Manzur | 3:15    |  |
| 3.  | "Bobby, Don't You Think They Know?"         | Morrissey, Manzur         | 5:46    |  |
| 4.  | "I Am Not a Dog on a Chain"                 | Morrissey, Tobias         | 3:53    |  |
| 5.  | "What Kind of People Live in These Houses?" | Morrissey, Tobias         | 3:42    |  |
| 6.  | "Knockabout World"                          | Morrissey, Tobias         | 3:25    |  |
| 7.  | "Darling, I Hug a Pillow"                   | Morrissey, Mando Lopez    | 4:47    |  |
| 8.  | "Once I Saw the River Clean"                | Morrissey, Tobias         | 4:20    |  |
| 9.  | "The Truth About Ruth"                      | Morrissey, Manzur         | 3:45    |  |
| 10. | "The Secret of Music"                       | Morrissey, Lopez          | 7:52    |  |
| 11. | "My Hurling Days Are Done"                  | Morrissey, Tobias         | 5:01    |  |

## Pessoal
- Morrissey   - vocais

Músicos adicionais
- Boz Boorer - clarinete, violão e guitarra elétrica, bandolim, saxofone, arranjos de cordas, cítara
- Andrea Bulletti - guitarra elétrica, slide guitar, programação de bateria, teclados em “The Secret of Music”
- Joe Chiccarelli - produção, programação de bateria, engenharia, sintetizador
- Daniel Cayotte - recitação
- Sally Chae   - backing vocals
- Mike Daly - programação de bateria, sintetizador
- Glendale Tab e Apple Choir - vocais
- Thelma Houston - vocais em "Bobby, Don't You Think They Know?"
- Sean Hurley - baixo
- Victor Indrizzo - bateria
- Greg Leisz - guitarra pedal steel
- Danny Levin - trompete
- Mando Lopez - baixo
- Roger Manning - harmônio, trompa, Mellotron, órgão, piano, arranjos de cordas, sintetizador, vocais de apoio
- Gustavo Manzur - acordeão, programação de bateria, violão de nylon, Mellotron, piano, sintetizador, vocais de apoio
- Karla Manzur - vocais de apoio
- Rosa Mary - risadas
- David Ralicke - saxofone
- Bridget Regan - rabeca
- Ken Sluiter - mixagem
- Megan Sluiter - risadas
- Jesse Tobias - violão e guitarra elétrica, recitação, cítara elétrica
- Matt Walker - bateria, percussão

Pessoal técnico
- John Fekner - fotografia
- Miro La Gagioia - assistente de engenharia
- Liam Lynch - arte, design
- Chris Stewart - foto de capa
- Jose Vergara - fotografia
- Emily Lazar - engenharia de masterização
- Chris Allgood - assistente de engenharia de masterização